# Mirela Kumbaro

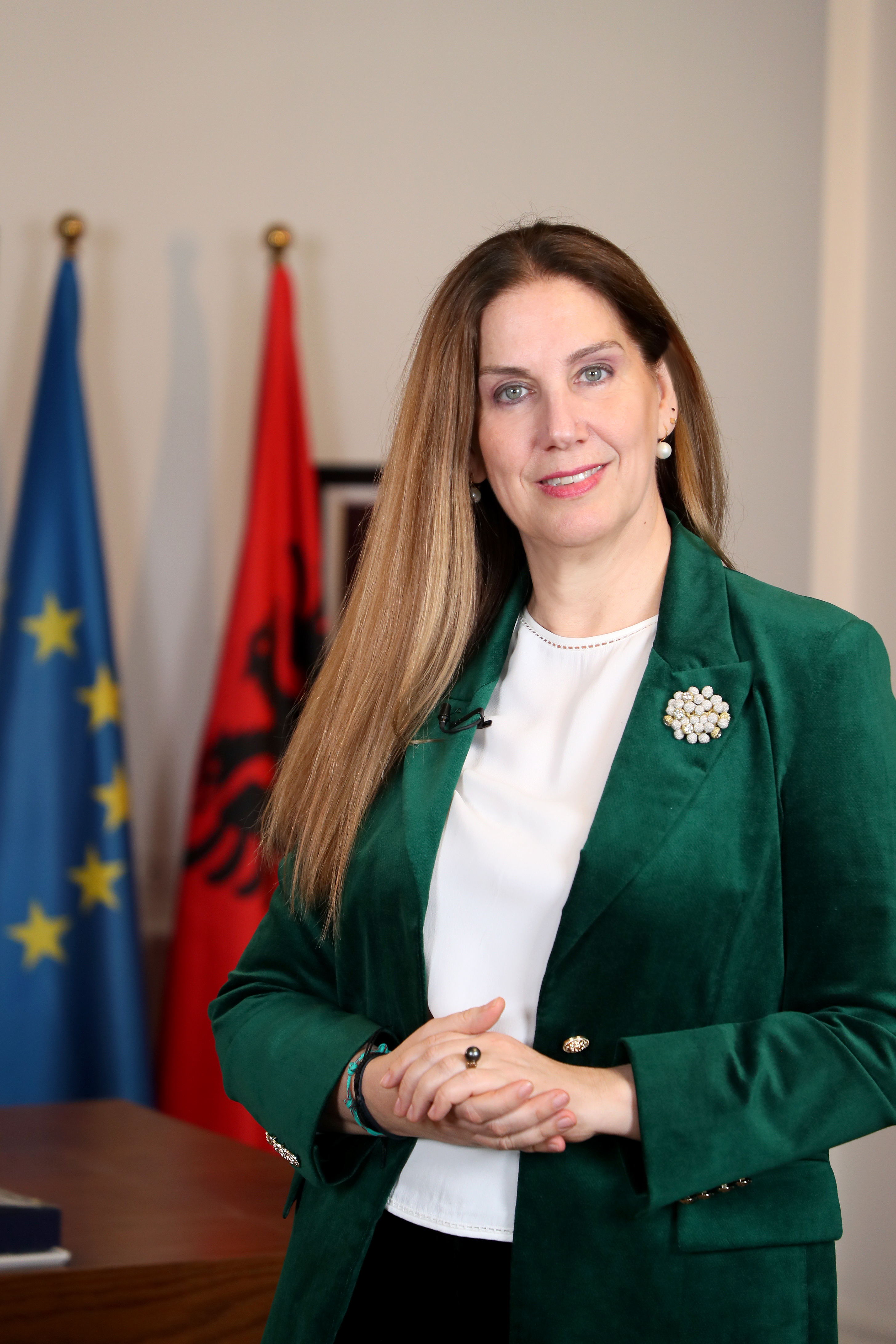
Mirela Kumbaro (2022)

Mirela Kumbaro Furxhi (* 4. März 1966 in Tirana) ist eine albanische Hochschullehrerin und Politikerin der Sozialistischen Partei Albaniens PSSh (Partia Socialiste e Shqipërisë), die zwischen 2013 und 2019 Kulturministerin war und seit September 2021 Ministerin für Tourismus und Umwelt ist.

## Leben
Mirela Kumbaro Furxhi begann nach dem Schulbesuch ein Studium der Fächer Französische Zivilisation und Literatur an der Fakultät für Geschichte und Philologie der Universität Tirana, welches sie 1988 beendete. Ein postgraduales Studium der Fächer Übersetzung und interkulturelle Kommunikation an der École supérieure d’interprètes et de traducteurs (ESIT) der Universität Sorbonne-Nouvelle in Paris schloss sie 1994 mit einem Magister (maîtrise) ab. Danach war sie als Dozentin, Übersetzerin, Publizistin und internationale Expertin für akademische Projekte und universitäre Forschungsprogramme, die von internationalen Organisationen wie der Europäischen Union, der Internationalen Organisation der Frankophonie und dem Europarat durchgeführt werden. Nachdem sie 2009 den Titel eines Doktors der Wissenschaften im Bereich Übersetzungswissenschaft an der Universität Tirana erworben hatte, wurde sie 2012 zur außerordentlichen Professorin im Bereich Sprachwissenschaft und Interkulturelle Studien an die Universität Tirana berufen.
Am 15. September 2013 übernahm Mirela Kumbaro im Kabinett Rama I das Amt als Kulturministerin (Ministrja e Kulturës) und bekleidete dieses Ministeramt vom 13. September 2017 bis zu ihrer Ablösung durch Elva Margariti am 28. Dezember 2018 auch im Kabinett Rama II. Als Kulturministerin unterzeichnete sie am 26. November 2015 neben dem Staatssekretär im Auswärtigen Amt Stephan Steinlein das Abkommen zwischen der Regierung der Bundesrepublik Deutschland und der Regierung der Republik Albanien über kulturelle Zusammenarbeit, das am 25. März 2019 in Kraft trat. 2017 wurde sie vom französischen Ministerium für Kultur und Kommunikation für ihre herausragenden Beiträge im Bereich der Kultur und der albanisch-französischen Zusammenarbeit zur Offizierin des Ordre des Arts et des Lettres ernannt.
Bei der Parlamentswahl am 25. Juni 2017 wurde sie für die Sozialistische Partei Albaniens PSSh (Partia Socialiste e Shqipërisë) zum Mitglied des Parlaments (Kuvendi i Shqipërisë) gewählt und vertritt dort den Bezirk Gjirokastra. Bei der Parlamentswahl am 25. April 2021 wurde sie in diesem Bezirk abermals zum Mitglied des Parlaments gewählt. Am 14. September 2021 wurde Mirela Kumbaro als Ministerin für Tourismus und Umwelt (Ministrja e Turizmit dhe Mjedisit) in das Kabinett Rama III berufen. Sie spricht neben Albanisch auch Französisch, Italienisch und Englisch.